# Anaspimorda nigra
Anaspimorda nigra es una especie de coleóptero de la familia Scraptiidae.

## Distribución geográfica
Habita en Tanzania.